# Maria Josep Cuenca i Ordinyana
Maria Josep Cuenca i Ordinyana (Barcelona, 7 de gener de 1964) és una lingüista catalana, doctora en filologia catalana i catedràtica en la Universitat de València, especialista de sintaxi i lingüística aplicada. Va ser membre de l'Institut Interuniversitari de filologia valenciana i des del 2005 membre de la Secció Filològica de l'Institut d'Estudis Catalans (IEC). També va ser vicerectora de recerca de la Universitat de València entre el 2002 i el 2007.
La seva tesi doctoral, Les oracions adversatives, rebé el premi extraordinari de doctorat i el premi Pompeu Fabra de l'IEC. És membre de l'Steering Committee de l'acció COST TextLink: Structuring Discourse in Multilingual Europe.
Ha estat professora visitant a les universitats de Venècia, Cambridge, Berkeley i Stanford entre d'altres.
L'any 2020 rebé la Creu de Sant Jordi.

## Estudis i publicacions
- Les oracions adversatives (tesi doctoral, dirigida per Joan Solà, premiada pel Premi Pompeu Fabra de l'Institut d'Estudis Catalans en 1991)
- Teories gramaticals i ensenyament de llengües. Tàndem, València 1992
- Sintaxi fonamental. Les categories gramaticals. Empúries, Barcelona, 1996)
- Introducción a la lingüística cognitiva (amb Joseph Clarence Hilferty), Ariel, Barcelona, 1999
- El valencià és una llengua diferent?, València, Tàndem, 2003
- Sintaxi catalana. UOC, Barcelona, 2003
- La connexió i els connectors. Perspectiva oracional i textual. Eumo, Vic 2006
- Gramática del texto, Arco Libros, Madrid, 2010